# Vila Smodlaka u Splitu
Vila Smodlaka nalazi se u Splitu, Hrvatska, na adresi Kliška 13.
Secesijska vila Smodlaka s vrtom izgrađena je 1906. za splitskog odvjetnika dr. Jozu Smodlaku koji je u njoj imao i svoj odvjetnički ured. Projektant je splitski arhitekt Petar Senjanović. Vila Smodlaka primjer je izrazito kvalitetne primjene načela secesije, kako u prostornoj organizaciji i dekoraciji pročelja građevine tako i u oblikovanju ogradnog zida i danas zapuštenog vrta.

## Zaštita
Pod oznakom Z-5842 zavedena je kao nepokretno kulturno dobro - pojedinačno, pravna statusa zaštićena kulturnog dobra, klasificiranog kao profana graditeljska baština, stambene građevine.

## Galerija
- Istočni zid vile
- Detalji s pročelja

## Vanjske poveznice
|  | Zajednički poslužitelj ima još gradiva o temi Vila Smodlaka u Splitu |